# Brilliantovaja roeka
Brilliantovaja roeka (Russisch: Бриллиантовая рука) is een Sovjet-Russische komediefilm uit 1969. In de film speelde onder andere bekende acteurs als  Joeri Nikoelin, Andrej Mironov, Anatoli Papanov en Nonna Mordjoekova. De film is geschreven door Moris Slobodski, Jakov Kristjoekovski en Leonid Gajdaj, Gajdaj regisseerde tevens de film. De film wordt gezien als een van de beste komediefilms uit de toenmalige Sovjet-Unie.

## Plot

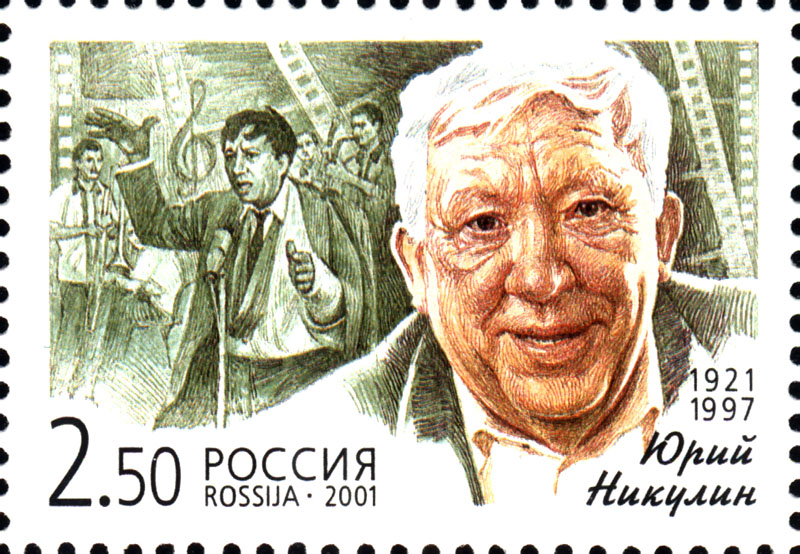
Postzegel ter nagedachtenis aan Joeri Nikoelin met een scène uit de film

### Eerste deel: De diamant is haast onzichtbaar
Een groep smokkelaars probeert via verschillende manieren geld en juwelen vanuit het buitenland naar de Sovjet-Unie te smokkelen. Normale Sovjetburger Semjon Gorboenkov wordt door zijn vrouw aan boord gestuurd van het cruiseschip SS Michail Svetlov naar het Westen. Aan boord van het schip zit ook Gennadi Kozodojev, een van de smokkelaars. Hij moet in Istanboel, een van de bestemmingen van de tocht, juwelen en geld op gaan halen voor de Chef. In het schip zitten Gennadi en Semjon in dezelfde kajuit en worden al snel vrienden.
Eenmaal in Istanboel aangekomen wil Gennadi naar de apotheek, waar andere smokkelaars hem de juwelen zouden overhandigen. Het wachtwoord voor de niet-Russischsprekende apothekers is Tsjort poberi (Nederlands: Verdomde meloen). Voordat hij naar de apotheek kan moet hij Semjon van zich af weten te schudden. Dit heeft als gevolg dat ze beiden verdwaald raken. Semjon komt uiteindelijk nietsvermoedend uit op de straat waar de apotheek is en struikelt over een stuk watermeloen, waarna hij uitroept: "Tsjort peberi!". De apothekers horen dit en nemen hem mee naar binnen waar ze zijn gebroken arm in het gips zetten. Tijdens het gipsen ontdekt Semjon dat de apothekers tussen het verband juwelen en gouden munten stoppen. Nadat Semjon weer naar buiten wordt gestuurd komt Gennadi aan bij de apotheek en ontdekt dat iemand hem voor is geweest. Gennadi ontdenkt snel daarna dat de apothekers Semjon verwisseld hebben met hem.
Als het schip weer terug is in de Sovjet-Unie wordt hij opgehaald door Michail Ivanovitsj, gezagvoerder van de politie, die zich als taxichauffeur voordoet. Semjon wordt door de politie in een actie betrokken om de criminelen te vangen, Semjon is hierbij het lokaas vanwege zijn arm. Gennadi krijgt intussen de missie om het gips met de gesmokkelde goederen van Semjon af te halen en terug naar de Chef te brengen, waarbij hij hulp van zijn rechterhand: Ljolik.
Sinds de terugkomst van Semjon staat zijn familie hoog aangeschreven in Dobroevka, want Semjon is immers de enige in het stadje die ooit in het Westen is geweest. Gennadi nodigt Semjon uit voor een dagje vissen. Semjon komt de avond voor het visdagje erachter dat hij geen brood meer in huis heeft en loopt naar de bakker. Tijdens deze wandeling proberen de smokkelaars een aanslag op hem te plegen, maar in plaats daarvan wordt een dronken man neergeslagen. Omdat Michail Ivanovitsj de dronkenlap naar het bureau brengt ontmoet Semjon ook politie luitenant Volodja, die hem naar huis brengt. Semjon's huisbaas, Varvara Ploesjtsj, vindt het verdacht dat hij steeds met een taxi naar huis wordt gebracht en besluit hem daarom in de gaten te houden. Gennadi brengt Semjon de volgende dag naar een afgelegen plek om te vissen. Hier probeert Gennadi hem verschillende keren neer te slaan, maar dat mislukt steeds. Kort daarop krijgt Semjon van Volodja een neppistool en nepgeld.
Hierna gaan Gennadi en Semjon eten bij een restaurant, waar Gennadi Semjon moet proberen dronken te voeren. Dit lukt, maar ook Gennadi zelf wordt ook ladderzat. Semjon klimt op het podium en begint een liedje te zingen. Gennadi doet hierbij pogingen om hem van het podium af te halen maar dit uit eindelijk op een chaos in het restaurant. Semjon wordt hierna door Varvara als dronkenlap te boek gezet, waarna zijn status verslechterd. Semjons vrouw ontdekt het geld en de pistool en hij vertelt haar als smoes dat het is voor zijn missie als geheim agent. Vervolgens schakelen de smokkelaars Anna Sergejevna in, de femme fatale. Ze lokt Semjon naar haar kamer in het hotel toe met het verhaal dat zij de jas heeft die hij zoekt voor zijn vrouw. Daar wordt hij ontdekt door Varvara en zijn vrouw die hem verdenken van vreemdgaan. Zijn vrouw vertrekt direct met hun kinderen het huis uit en laat hem alleen achter.
Semjon wil vervolgens Dobroevka verlaten en op zoek gaan naar zijn vrouw en kinderen en hun uitleggen dat het een misverstand was. Michail vertelt Semjon dat zijn "vriend" Gennadi een van de smokkelaars is. Ljolik, die zich voordoet als invaller voor Michail en Volodja, brengt hem naar een verlaten autogarage. Hij vertelt Semjon dat de smokkelaars zijn gevangen en dat het gips eraf mag. Intussen weet de politie dat Semjon is ontvoerd en zet een grote achtervolging in.

### Tweede deel: Het benige been
Semjon weet te ontsnappen aan Ljolik (en ook Gennadi) en vlucht het nabijgelegen bos in. Daar ziet hij een auto die hij staande houdt. De chauffeur van de auto blijkt de Chef te zijn, maar Semjon heeft dat niet door. Ljolik en Gennadi binden de Chef en Semjon vast aan een boom en halen het gips van Semjon af. Semjon verklapt aan de Chef dat er geen juwelen meer zitten in het gips. Nadat de Chef dit hoort laat hij Semjon in de kofferbak van de auto leggen en rijdt samen met de andere smokkelaars in diezelfde auto weg. De auto wordt ontdekt door de politiehelikopter die het met behulp van een magneet het de lucht in trekt. Semjon weet de kofferbak te openen en springt uit de auto vanaf grote hooggte. De smokkelaars worden gearresteerd en Semjon keert weer terug bij zijn familie, maar dit keer heeft hij een gebroken been.

## Rolverdeling
| Acteur                 | Personage                          |
| ---------------------- | ---------------------------------- |
| Joeri Nikoelin         | Semjon Semjonitsj Gorboenkov       |
| Andrej Mironov         | Gennadi Petrovitsj Kozodojev       |
| Anatoli Papanov        | Ljolik                             |
| Nina Grebesjkova       | Nadezjda Ivanovna Gorboenkova      |
| Nonna Mordjoekova      | Varvara Sergejevna Ploesjtsj       |
| Stanislav Tsjekan      | Michail Ivanovitsj                 |
| Vladimir Goeljajev     | Volodja                            |
| Svetlana Svetlitsjnaja | Anna Sergejevna                    |
| Nikolaj Romanov        | De Chef                            |
| Grigori Sjpigel        | Apotheker                          |
| Leonid Kanevski        | Assistent apotheker                |
| German Katsjin         | Verslaggever                       |
| Lev Poljakov           | Kapitein van de SS Michail Svetlov |
| Dmitri Nikolajev       | Maksim Semjonitsj Gorboenkov       |
| Aleksandra Lisjoetina  | Aleksandra Semjonovna Gorboenkova  |
| Jevgenia Melnikova     | Marja Nikolajevna                  |
| Georgi Svetlani        | Oude man                           |
| Igor Jasulovtisj       | Viktor                             |
| Serafima Cholina       | Presentatrice modeshow             |
| Tatjana Nikoelina      | Reisleidster                       |
| Appollon Jatsjnitski   | Nikolaj                            |
| Viktoria Ostrovskaja   | Prostituee                         |
| Ivan Zjevago           | Douane                             |
| Roman Fillipov         | Jevgeni Nikolajevitsj Ladyzjenski  |
| Aleksandr Kozoebski    | Fedja                              |
| Aleksandr Chvylja      | Boris Saveljevitsj                 |
| Andrej Fajt            | Verkoper van lootjes               |
| Igor Vasilenko         | Smokkelaar                         |
| Nikolaj Trofimov       | Politiekolonel                     |
| Nikolaj Pogodin        | Politieagent                       |
| Vasili Koerianov       | Politiesergeant                    |
| Maskim Nikoelin        | Jongen met vlindernetje            |
| Leonid Plesjakov       | Man zonder aansteker               |
| Leonid Gajdaj          | Dronkenlap                         |

## Achtergrond

### Opnamen

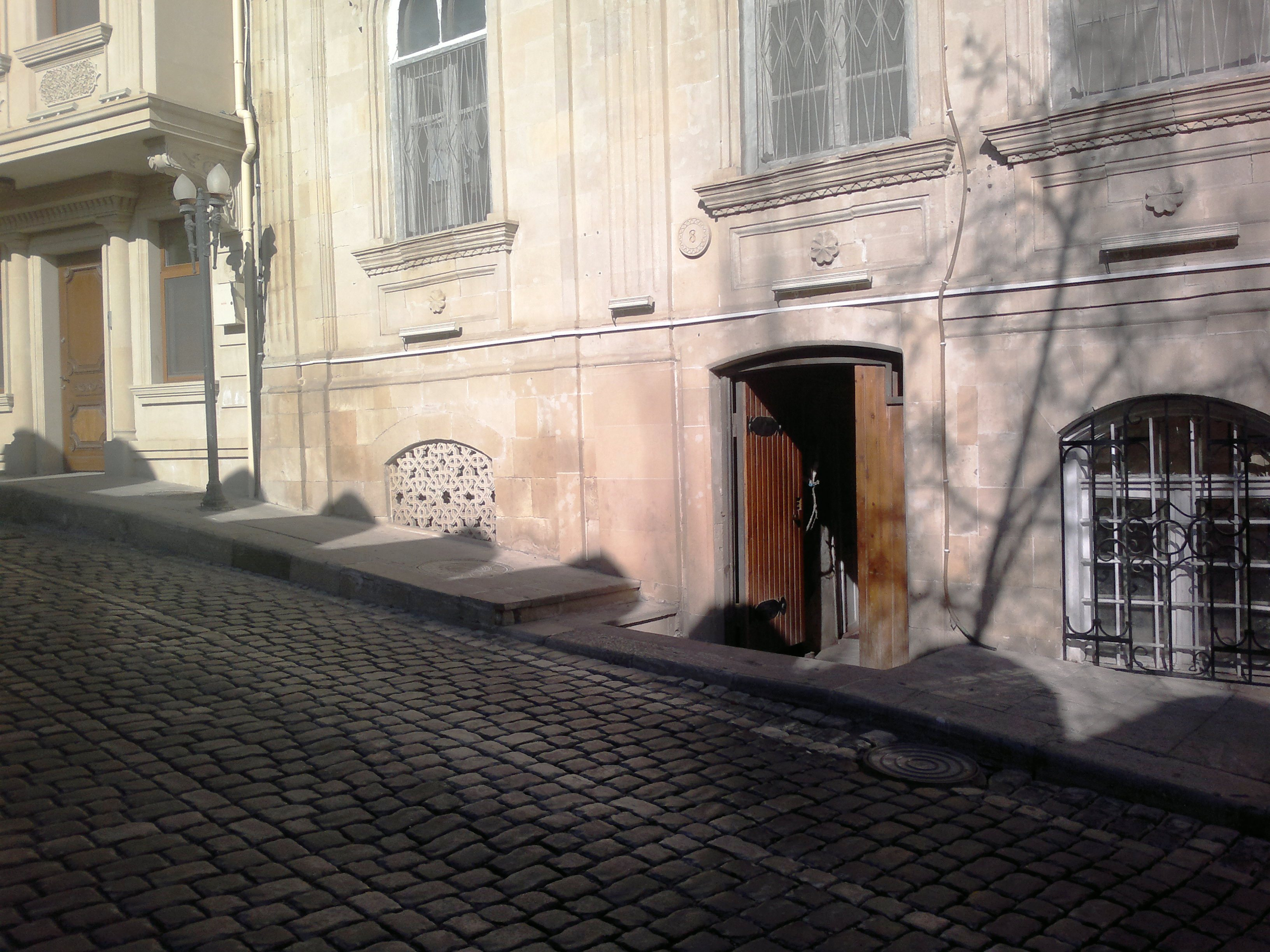
Buitenkant van de apotheek op "Fish Street".

Tijdens de opnamen werden slechts alleen beelden opgenomen, later werden alle stemmen eroverheen gesproken door de desbetreffende acteurs.
In Bakoe werden de scènes die zich de Turkse stad in Istanboel afspeelde opgenomen. Deze locatie werd verkozen omdat het handiger was om alles in de Sovjet-Unie te filmen. Daarbij heeft de architectuur van de stad veel weg van die van Istanboel. Hierbij werd vooral in de oude stad van Bakoe gefilmd. De buitenkant van de apotheek bevond zich in het zuidelijke deel van de stad, in de film de zogenaamde "Fish Street".
De scènes die zich afspelen in het fictieve stadje Dobroevka werden opgenomen in Sotsji, waardoor het stadje een opvallend grote haven had. De scène waarin Semjon Gorboenkov (Joeri Nikoelin) naar beneden loopt naar het toilet is echter opgenomen in het Gorkipark in Moskou. Het visdagje speelt zich af op een strand in District Toeapsinski. Het restaurant Plakoetsjaja iva en de binnenkant van de apotheek waren opgebouwd in de studio's van Mosfilm in Moskou. De scènes met de "vliegende" auto werden daar ook opgenomen, maar met behulp van een green screen. De overige opnamen in het bos waren gefilmd bij Pavlovskaja Sloboda, een bos aan de rand van Moskou.

### Censuur
Delen uit de film moesten veranderd worden vanwege de censuur die de film werd opgelegd. Verschillende scènes uit de film dreigden hierdoor te worden geschrapt. Dit betrof de scènes met de prostituee in Istanboel, de dronkenlap op de straat en de scène met Anna Sergejevna (Svetlana Svetnitsjnaja) in het hotel. Gajdaj wist dat deze scènes waarschijnlijk niet goedgekeurd zouden worden, maar legde zich er niet bij neer. Hij bedacht een ander einde en wilde de film eindigen met een nucleaire explosie op een oorlogsschip. Hij hoopte hierbij dat de het comité dat over de censuur ging deze scène zou afkeuren en de andere scènes zou vergeten, iets wat ook gebeurde.

### Scenario en acteurs
Het scenario van de film werd geschreven door Gajdaj, Kristjoekovski en Slobodski. De acteurs werden gekozen door Gajdaj. Vooraf was al bepaald dat Joeri Nikoelin de hoofdrol zou spelen, hij had immers al eerder meegewerkt aan enkele succesvolle films van hem. Het schijnt dat Nikoelin ook enige inspraak had op de acteurs die werden gekozen, sinds zijn vrouw (Tatjana Nikoelina) en zoon (Maksim Nikoelin) ook meespelen in de film.
Voor de rol van Gennadi Kozodojev wilde Gajdaj eerst acteur Georgi Vitsin hebben, die in het verleden met Joeri Nikoelin in verschillende films had gespeeld. Nikoelin, Vitsin en Morgoenov speelden het boeventrio Troes, Balbes en Byvalyj in verschillende films van Gajdaj. Gajdaj gaf later toch de voorkeur aan de 23 jaar jongere Andrej Mironov. Voor de rol van Ljolik liet Gajdaj verschillende acteurs komen voor een auditie. Uiteindelijk koos hij voor Anatoli Papanov. De rollen van Gennadi en Ljolik heetten in het scenario in eerste instantie Graf (Russisch voor graaf of grafiek) en Mechanik (Russisch voor monteur).

## Soundtrack
Alle muziek die voorkomt in de film is gecomponeerd door Aleksandr Zatsipin, die voor veel bekende films uit de jaren 60 en 70 de muziek componeerde. Hij componeerde onder andere de soundtracks voor de beide Sjoerik-films en voor de film Ziel.

### Liedjes
De film bevat drie liedjes. Ze werden geschreven door Aleksandr Zatsepin (muziek) en Leonid Derbenjov (tekst):
- Ostrov nezezenia (Russisch: Остров невезения, Nederlands: Eiland van het ongeluk) - gezongen door Andrej Mironov als Gennadi Kozodojev tijdens de reis op het cruiseschip.
- Pesnja pro zajtsjev (Russisch: Песня про зайцев, Nederlands: Liedje over hazen) - gezongen door Joeri Nikoelin als dronken Semjon Gorboenkov, tijdens het etentje in het restaurant Plakoetsjaja iva. Het liedje is typerend voor de film, omdat het tijdens veel scènes in de film vaak als motiefje in een andere instrumentatie terugkomt. Het werd een klassieker en is nog steeds zeer populair.
- Pomogi mne (Russisch: Помоги мне, Nederlands: Help me) - gezongen door Aida Vedisjtsjeva, wordt afgespeeld tijdens het bezoek van Semjon aan het hotel.

## Ontvangst
Brilliantovaja roeka wordt gerekend als een van de beste Sovjetfilms aller tijden. De film werd door 76,7 miljoen mensen bekeken in de Sovjet-Unie, wat het toentertijd de best bekeken film ooit maakte. De film hield dat record tot 1980 toen Moskou gelooft niet in tranen dit verbrak, kort daarna werd dat record weer verbroken door de film Piraty XX veka. De film geldt wel als de best bekeken komediefilm uit de Sovjet-Unie.
De film werd ook in Finland en Oost-Duitsland uitgebracht.

## Citaten
- Takova se-lja-vi (Russisch: Такова се-ля-ви, Nederlands: Zoals men zegt, c'est la vie!) - Bekend spreekwoord geworden na het uitkomen van deze film.
- Ne vinovataja ja! On sam prisjol! (Russisch: Не виноватая я! Он сам пришёл!, Nederlands: Ik ben onschuldig! Hij kwam zelf!) - Zin die Anna Sergejevna uitspreekt, parodie op De gebroeders Karamazov.
- Russo turisto! Obliko morale! Verstehen? - Woordspeling. "Russo turisto" staat voor Russische toeristen, "obliko morale" is een Italiaanse woordspeling op de Russische term "Моральный облик", voor normaal gedrag, "Verstehen?" is Duits voor "Begrepen?". Bij een complete vertaling in het Nederlands zou er staan: "Russische toeristen hebben een normaal gedrag, begrepen?".
- Ja slisjkom mnogo znal (Russisch: Я слишком много знал, Nederlands: Ik wist te veel) - Russische variant op het spreekwoord Spreken is zilver, zwijgen is goud.

## Trivia

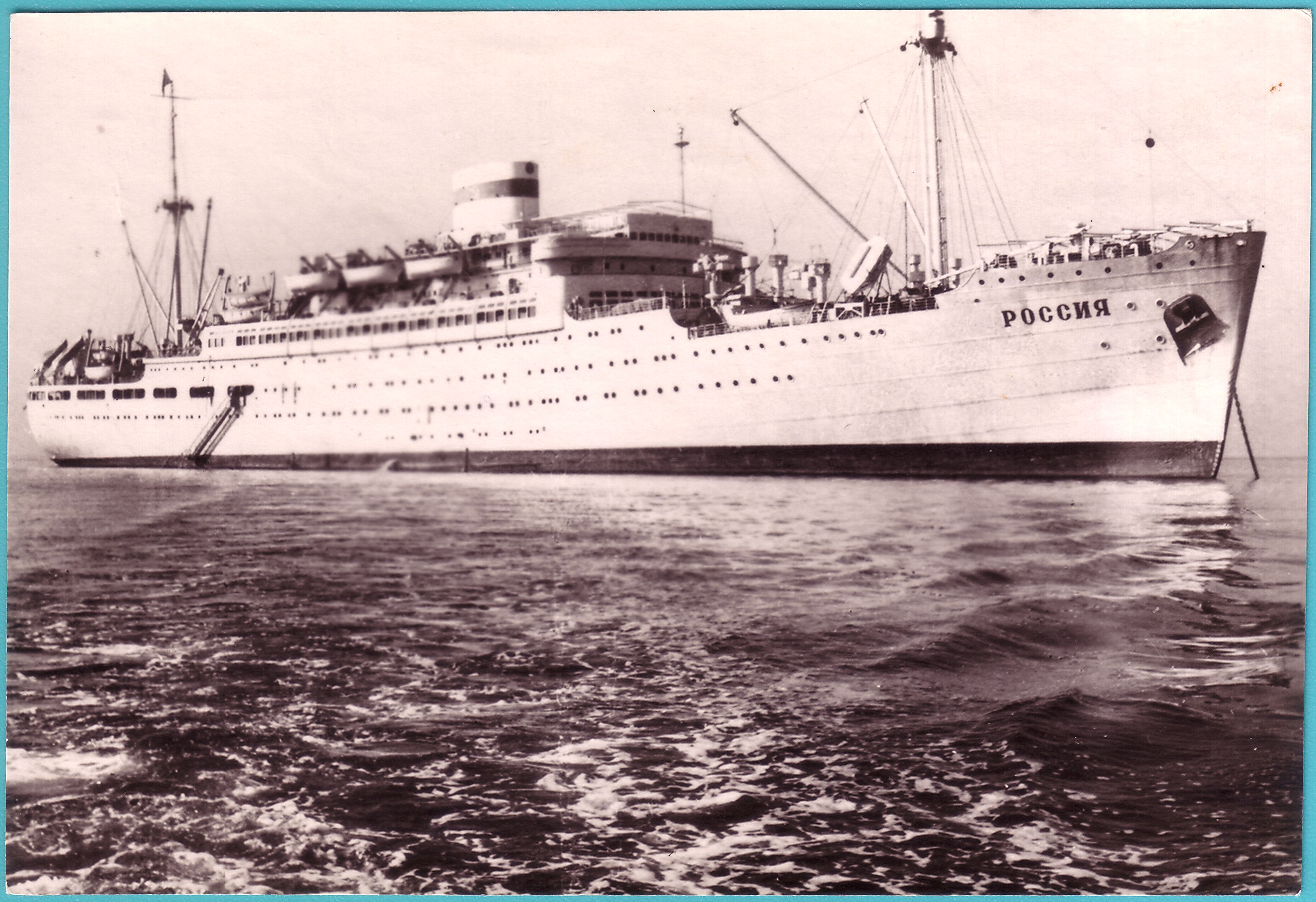
Het schip Rossia

- Verschillende personages die voorkomen in de film worden al eerder verschillende keren in beeld gebracht, zonder dat het publiek weet wie deze personages zijn en welke rol ze later in het verhaal zullen gaan spelen. Voorbeelden hiervan zijn de Chef, die te zien is in de openingsscène als hij een boom plant en in het restaurant terwijl hij wat vertelt aan een groep mensen. Hetzelfde geldt voor Anna Sergejevna, die meermaals in beeld wordt gebracht bij onder andere de modeshow en in het restaurant.
- De SS Michail Svetlov is in werkelijkheid twee schepen, de Pobeda[6] en de Rossia.[7] In de scènes in de haven is het schip waaraan Semjon en Gennadi aan boord stappen de Rossia, de Pobeda is dan in de achtergrond te zien. De opname van het liedje Ostrov nezezenia vond plaats op het dek van de Pobeda.[8]